# Strohauser Plate
La Strohauser Plate è un'isola fluviale sul Basso Weser nella Bassa Sassonia, che appartiene come popolazione rurale a Rodenkirchen nel comune tedesco di Stadland, Circondario del Wesermarsch. 
A est l'isola è lambita dal corso del fiume Weser mentre a ovest lo è dallo Schweiburg, un ramo del Weser. Gli estremi nord e sud dell'isola si trovano sulla confluenza dello Schweiburg nel Weser: essa è cosi totalmente separata dalla terraferma. La sua estensione è di circa 6 km nella direzione nord-sud e di circa 1,3 km in quella est-ovest, nel punto di massima larghezza. La sua superficie è di circa 470 ettari. Di questi 197 costituiscono una terra verde protetta da un argine, che viene utilizzata in forma estensiva come pascolo di mucche da un agricoltore e che viene allagata in caso di piena del fiume.
I pochi edifici si trovano oggi sulla parte orientale dell'isola e sono costruiti su collinette. Il solo collegamento con la terraferma è un porticciolo, che può essere raggiunto con una barca da Rodenkirchen. Il trasporto pubblico con l'isola è assicurato da un natante a motore le cui corse non sono molto frequenti.

## Utilizzo
La Strohauser Plate è da dicembre 2007 parte della zona di protezione della natura Strohauser Vorländer und Plate. La Naturschutzgebiet Strohauser Plate è soggetta alla direttiva della Commissione Europea Habitat Untere Weser mit Strohauser Plate und Juliusplate. 
Oggi esiste sull'isola una fattoria in affitto, che su 197 ha di terreno arginato, alleva mucche con criteri di agricoltura biologica. 
Un utilizzo scientifico del canneto, come ancora fino agli anni 1960 era frequente trovare nelle paludi del Weser, si trova sullo Strohauser Plate solo in un molto ristretto perimetro e con forte supporto. 
Le rimanenti fattorie, una volta sette, furono abbandonate nel 1986; i fabbricati di tre fattorie furono nel contempo demoliti. L'accesso all'isola è vietato – con l'eccezione di un luogo di campeggio per canoisti all'altezza del podere settentrionale sul Weser – ed è possibile solo nel quadro dell'offerta di regolari visite estive guidate.

## Storia
L'isola nel XVI e XII secolo era costituita da banchi di sabbia. A questo riguardo appartenevano i cosiddetti Reiherplate a nord e gli Strohauser Plate come i Schlickplate a sud.
Nel quadro della rettifica del corso del fiume da parte di Ludwig Franzius e di ulteriori interventi, queste isole furono collegate tra loro.
Il primo insediamento ebbe luogo nel 1836. Lo Strohauser Plate venne utilizzato come terreno agricolo, oltre all'allevamento speciale bovino, e inoltre gli edifici furono costruiti con tetti tradizionali di paglia, utili anche all'isolamento termico.
Nel quadro della politica autarchica durante il Terzo Reich furono approntati lungo lo Schweiburg dei fondali supplementari così che ne venne fuori un ulteriore Polder; a parti della nuova superficie protetta da argini si dovette però rinunciare a causa di alluvioni nel febbraio e nell'ottobre 1949. Si tratta fino al momento delle ultime perdite di terreno agricolo sulle coste della Bassa Sassonia.
Dalla fine degli anni 1950 l'utilizzo della piana non protetta da argini a nord del cosiddetto Fährpriel era affittato agli agricoltori di Rodenkirchen come prato da falciare e successivamente come pascolo. Al suo posto si estesero dei canneti. Le dure situazioni di vita, condizionate dalla mancanza di un collegamento fisso stradale, ma anche la calante importanza dell'agricoltura, condussero dall'inizio degli anni 1980 a un crescente rinuncia ai fino ad allora ancor esistenti poderi e all'emigrazione della popolazione residente dell'isola, per cui la mancanza di una protezione contro le alluvioni ma anche quella di possibili fonti di reddito, in particolare del burocraticamente prescritto dovere dell'utilizzo della piana del Weser come zona ricreativa, fino ad allora tollerato, contribuì a una notevole emigrazione. Come sostituto dagli anni 1990 funse la spiaggia di Rodenkirchen.
Le colline sul lato orientale sono, alla vista odierna, di un'altezza di 4,50 m s.l.m. e non possono essere viste come un argine all'allagamento. Dopo la gravissima mareggiata del 3 gennaio 1976, quando fu raggiunta nuovamente l'altezza dell'acqua del 1962, gli edifici sul lato orientale nel 1978 furono dotati di paratie e chiusure con dighe, dopo di che stalle e abitazioni furono devastate più volte da molto gravi alluvioni. A sud e a nord furono eretti sbarramenti supplementari grazie ai quali con livelli di allagamento di oltre 5,65 m di altezza, gli abitanti possono trovarsi sicuri.
Le esperienze della mareggiata del 16 e 17 febbraio 1962 resero necessaria una ricostruzione dei vecchi edifici. Nel quadro delle misure edili si effettuò anche un adattamento degli argini. Gli edifici eretti nel 1972 tuttavia furono distrutti da un grosso incendio. Con la loro ricostruzione in altri punti fu rispettata la distanza di sicurezza fra gli edifici e costruite nuove e moderne stalle.